# رایان دنیس
رایان دنیس (انگلیسی: Ryan Denys؛ زادهٔ ۱۶ اوت ۱۹۷۸) بازیکن فوتبال اهل بریتانیا است.
از باشگاه‌هایی که در آن بازی کرده‌است می‌توان به باشگاه فوتبال همپتون و ریچموند بورو، باشگاه فوتبال برنتفورد، باشگاه فوتبال کارشالتون اتلتیک، و باشگاه فوتبال یئوویل تاون اشاره کرد.